# 리릭
〈리릭〉(リリック 리릭쿠[*])은 TOKIO의 46번째 싱글이다.

## 해설
전작 〈하네다 공항의 기적/KIBOU〉로부터 약 1년 만의 싱글이다.
표제곡 〈리릭〉은 나가세 토모야 주연 닛폰 TV 계열 토요 드라마 《울지마, 하라 짱》의 주제가로 사용되고 있다.
초회 한정반의 자켓은, 더블 자켓 사양이 되고 있다.

## 수록곡

### 초회 한정반
1. リリック / 리릭
작사·작곡·편곡: 나가세 토모야
  - 닛폰 TV 계열 드라마 《울지마, 하라 짱》 주제가
2. リリック（Backing Track）

DVD
1. 〈リリック 리릭〉 Video Clip

### 통상반
1. リリック / 리릭
2. アリア / 아리아
작사·작곡·편곡: HIKARI / Strings Arrengement: KAM
3. Pocket
작사·작곡: 코쿠보 준페이 / 편곡: 오오니시 쇼고
4. リリック（Backing　Track）